# Svetohelenski zovoj
Svetohelenski zovoj (lat. Pterodroma rupinarum ili Pseudobulweria rupinarum) je izumrla morska ptica. Bila je endem otoka Sveta Helena. 1988. se nalazila na IUCN-ovu popisu ugroženih vrsta, a vjerojatno je izumrla 2004. Vjerojatno je izumrla zbog dolaska ljudi na otok.

## Vanjske poveznice
|  | Wikivrste imaju podatke o taksonu Pseudobulweria rupinarum |